# Fernando Vega (pintor)
Max Fernando Braun Vega, más conocido como Fernando Vega (Lima, 21 de enero de 1932 en Lima - Ibiza, 26 de noviembre de 1965) fue un pintor peruano no conformista y partidario del neoplasticismo.

## Biografía
Hijo de Francisco Braun, judío austro-húngaro refugiado en Perú y Armida Vega, peruana de origen mixto español e amerindio, Max Fernando Braun-Vega era el hermano mayor del pintor Herman Braun-Vega y otros tres hermanos y hermana, Alex, Aurora y Berti, todos con habilidades en el campo de las artes plásticas. En Lima, Perú, fue alumno del pintor norteamericano Ronald Joseph a quien siguió a París en 1950  antes de que se le uniera allí su hermano Herman en 1951. Gran viajero, continuó sus estudios en España, Italia, Yugoslavia, Norteamérica e Israel. En 1955 se casó con una francesa, Gisèle Rey, en Santa Eulalia, Perú. De esta primera unión, tuvo dos hijos, Alex y Paco. Fue en 1962 que conoció y se casó con Janine Pommy Vega en Israel. En 1965 murió prematuramente en Ibiza, a la edad de 33 años  de un paro cardíaco provocado por una sobredosis de heroína.

## Obra de arte
Antes de su salida para París, el crítico Carlos Raygada ya destacaba su libertad constructiva, su virtuosismo colorista y su temperamento inquieto.
En sus respectivos homenajes, los críticos de arte Carlos Rodríguez Saavedra y Eduardo Moll ambos lo describen como un artista atormentado que concebía el arte, añade Carlos Rodríguez Saavedra, "como modo de existir (el mas intenso) y no solo como un quehacer creativo". Eduardo Moll define su obra como tendiente al "surrealismo poético, con acentos no figurativos".
Algunas de sus obras mezclan con soltura y fluidez elementos puramente pictóricos con textos sagrados o poéticos, una especie de expresión moderna de iluminación. Otros son verdaderamente abstractos. Durante su estancia en Israel, se sumergió en la espiritualidad del país y la transcribió en sus pinturas.
Los dos últimos grandes cuadros que expuso en París en 1965 en el Salón Latinoamericano del Museo de Arte Moderno están clasificados como "action painting".

## Exposiciones
- 1949 : Lima, Miraflores Municipalidad
- 1952 : Florencia, Galería Privada
- 1953 : París, Museo de Arte Moderno
- 1954 : París, Salón de Octubre
- 1956-1958: Lima, Exposición en el Instituto de Arte Contemporáneo, Universidad Mayor de San Marcos y varias otras galerías privadas
- 1957 : Lima, Museo de Arte - Primer Salón de Arte Abstracto
- 1958 : Gotemburgo, Exposición de pintores peruanos
- 1958 : Lima, Miraflores, Art Center
- 1959 : Nueva York, Primer Concurso Interamericano de Artes Plásticas
- 1959-1962 : Nueva York, exposiciones en galerías privadas y en el Museo de Arte Moderno
- 1963-1964 : Exposiciones en Israel, Galería Rina,[13] Jerusalén, Galerías Privadas y Museos en Haifa y Tel Aviv
- 1964-1965 : París, galerías privadas y Salón Latinoamericano

## Posteridad
En 1966, su hermano Herman Braun hizo de él un retrato Mi Hermano Max en el que en la ubicación del corazón arrancado se puede leer "IBIZA".
En 1968, sus hermanos Herman y Alex organizaron una exposición retrospectiva de su obra en Lima  en su nueva galería "Braun Asociados".
El mismo año su viuda, Janine Pommy Vega, uno de cuyos poemas se reproduce en el folleto de la exposición, publicó su primera colección de poemas dedicados a él : "Poems to Fernando".